# Ayehualulco Segunda Sección
Ayehualulco Segunda Sección är en ort i Mexiko.   Den ligger i kommunen Zacatlán och delstaten Puebla, i den sydöstra delen av landet, 140 km öster om huvudstaden Mexico City. Ayehualulco Segunda Sección ligger 2 044 meter över havet och antalet invånare är 443.
Terrängen runt Ayehualulco Segunda Sección är kuperad västerut, men österut är den bergig. Runt Ayehualulco Segunda Sección är det ganska tätbefolkat, med 160 invånare per kvadratkilometer. Närmaste större samhälle är Zacatlán, 6,1 km söder om Ayehualulco Segunda Sección. I omgivningarna runt Ayehualulco Segunda Sección växer i huvudsak blandskog.